# Cappella della Santissima Trinità (Tesero)
La cappella della Santissima Trinità, anche nota come chiesa dell'Ospedale, è una cappella cattolica situata a Tesero, in val di Fiemme, Trentino. Come sussidiaria della parrocchiale di Sant'Eliseo, fa parte della zona pastorale di Fiemme e Fassa dell'arcidiocesi di Trento, e risale alla prima metà del XVIII secolo.

## Storia

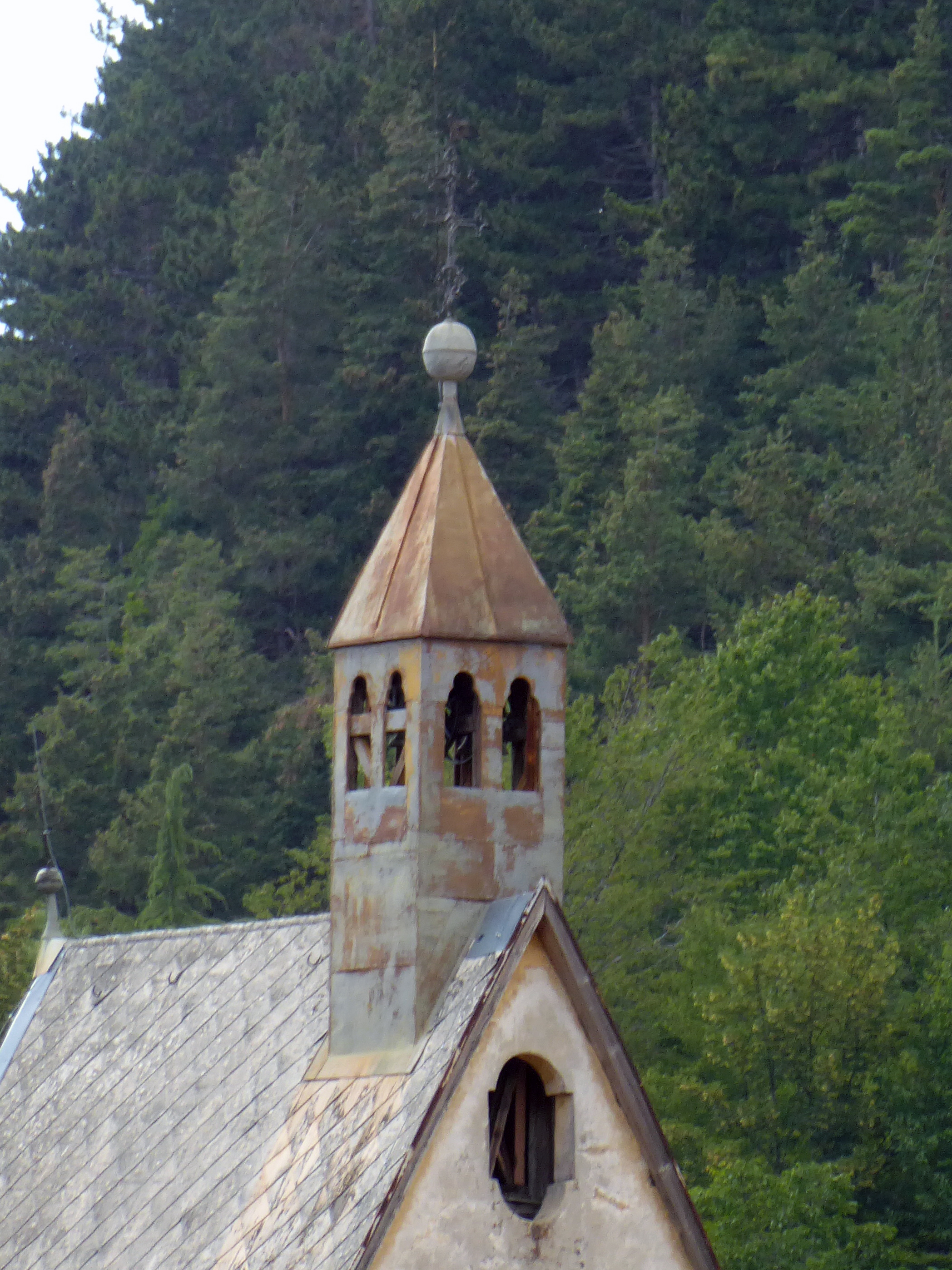
Torre campanaria

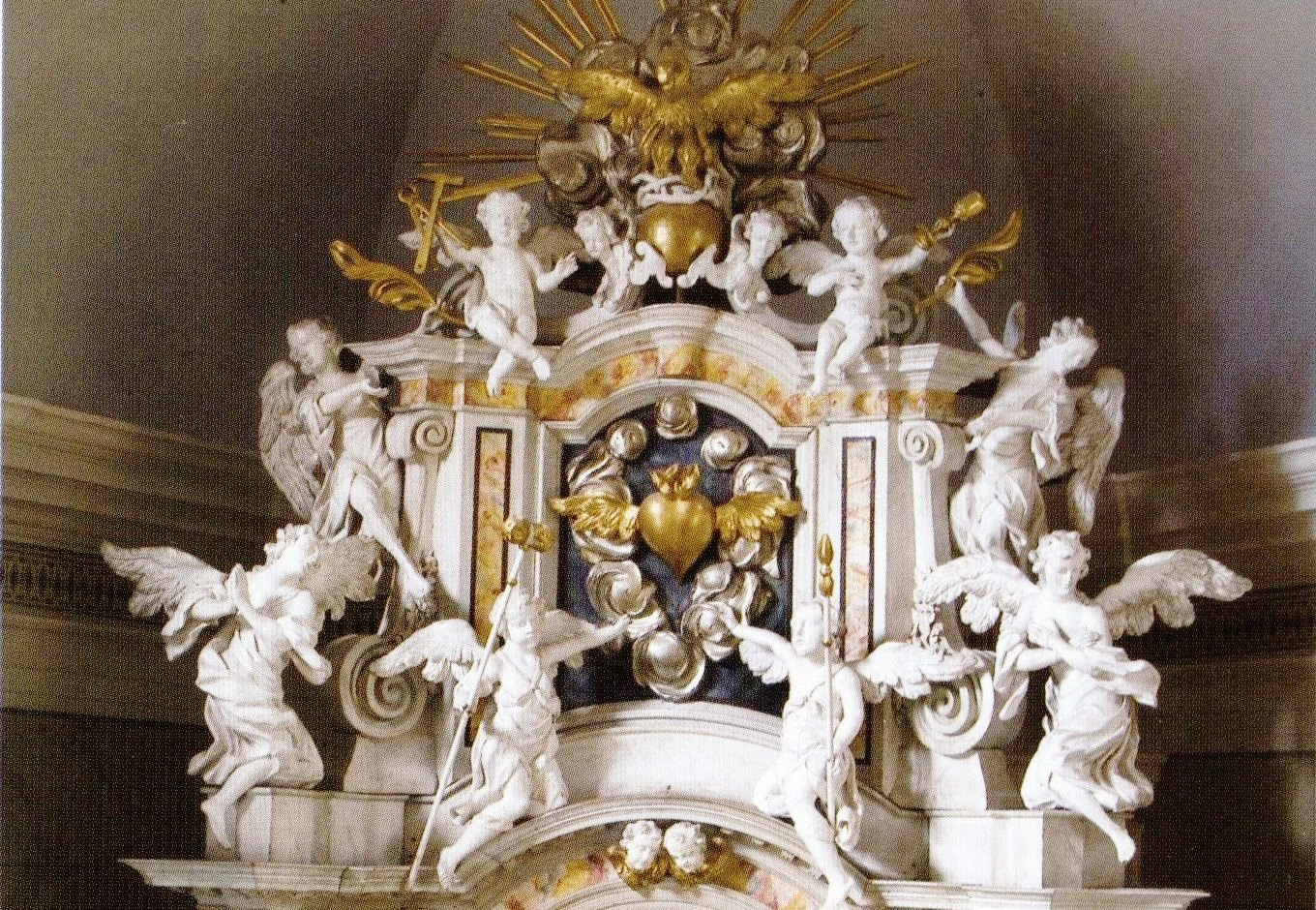
Sommità dell'altare (legno dipinto a finto marmo, 1734)

Gian Giacomo Giovanelli, notaio, fiscale imperiale a Milano per conto dell'Impero asburgico, nel 1729 lasciò in eredità ai poveri della Parrocchia di Fiemme la sua casa sul dosso di Pedonda, a Tesero, per farne un ospedale. Quando morì, nel 1730, il cospicuo patrimonio rimasto agli esecutori testamentari aveva permesso di progettare una cappella di notevole consistenza. 
L'edificio sacro venne costruito dai fratelli Misconel nel 1732. Nel 1734 venne scolpito il grande altare (Giacomo Antonio Morandini) e dipinta la pala con la raffigurazione della Santissima Trinità (Domenico Bonora, discepolo di Giuseppe Alberti), mentre nel 1791 venne dipinta la Crocifissione (Antonio Longo). La consacrazione è datata 8 giugno 1843. I primi restauri risalgono al 1893 e al 1909.
Il convento, annesso alla cappella, ospitò inizialmente alcune suore di San Vincenzo provenienti da Innsbruck, quindi, dal 1861, le suore di Maria Bambina. Con il 1869 arrivarono le prime suore della Provvidenza, chiamate a Tesero personalmente dal fondatore della Congregazione, padre Luigi Scrosoppi. Esse rimasero per più di un secolo, anche dopo la trasformazione dell'ospedale in casa di riposo nel 1955.

## Descrizione
Il luogo di culto è parte integrante dell'antico complesso ospedaliero di Tesero, analogamente alla chiesa del Fatebenefratelli di Roma. La struttura è a base poligonale, senza facciata, con notevole sviluppo in altezza; un ballatoio interno, al secondo piano dell'ex ospedale, ne consente l'accesso diretto, mentre una porta sul fianco meridionale permette di accedervi dalla pubblica via.

## Aspetti religiosi
Il 7 giugno 1936 avvenne qui il primo miracolo attribuito al padre Luigi, un evento che ne consentirà prima la beatificazione (4 ottobre 1981), quindi la canonizzazione (10 giugno 2001). Rocco Sartorelli, malato di osteomielite cronica tubercolare alla mano sinistra, per la quale aveva subito otto interventi chirurgici nell'arco di tredici anni, guarisce in maniera istantanea, perfetta e duratura: «Portato in sala operatoria per l'amputazione, i medici gli tolsero le fasce e la mano apparve completamente sanata».